# ابراهیم بن سعید
ابراهیم بن سعید نسبی است و برای افراد زیر کاربرد دارد:
- ابراهیم بن سعید جوهری  (؟ -۷۶۱م) محدث عراقی طبرستانی‌اصل
- ابواسحاق حبال (۱۰۰۱–۱۰۸۹م) حافظ و محدث مصری
- ابراهیم بن سعید منوفی(؟ -۱۷۸۱) شاعر، سفیر، کاتب و پزشک عربستانی .